# Politique industrielle

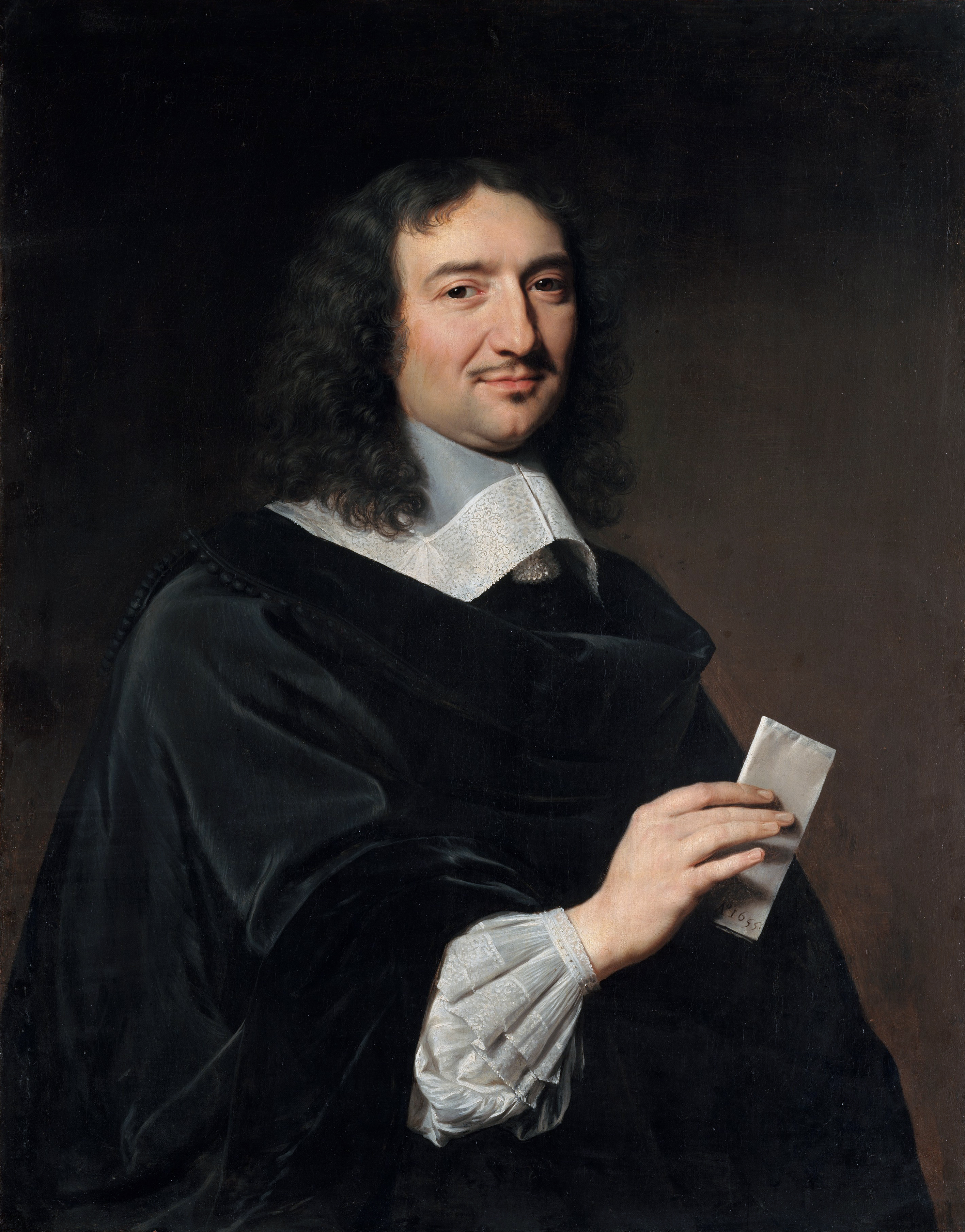
En France au XVII, Jean-Baptiste Colbert (1619-1683) a favorisé le développement de l'industrie et du commerce par la création de fabriques et monopoles royaux.

La politique industrielle d'un pays est sa stratégie pour encourager le développement de secteurs économiques qui pour des raisons de souveraineté nationale ou d'insuffisance de l'initiative privée nécessitent une intervention publique.

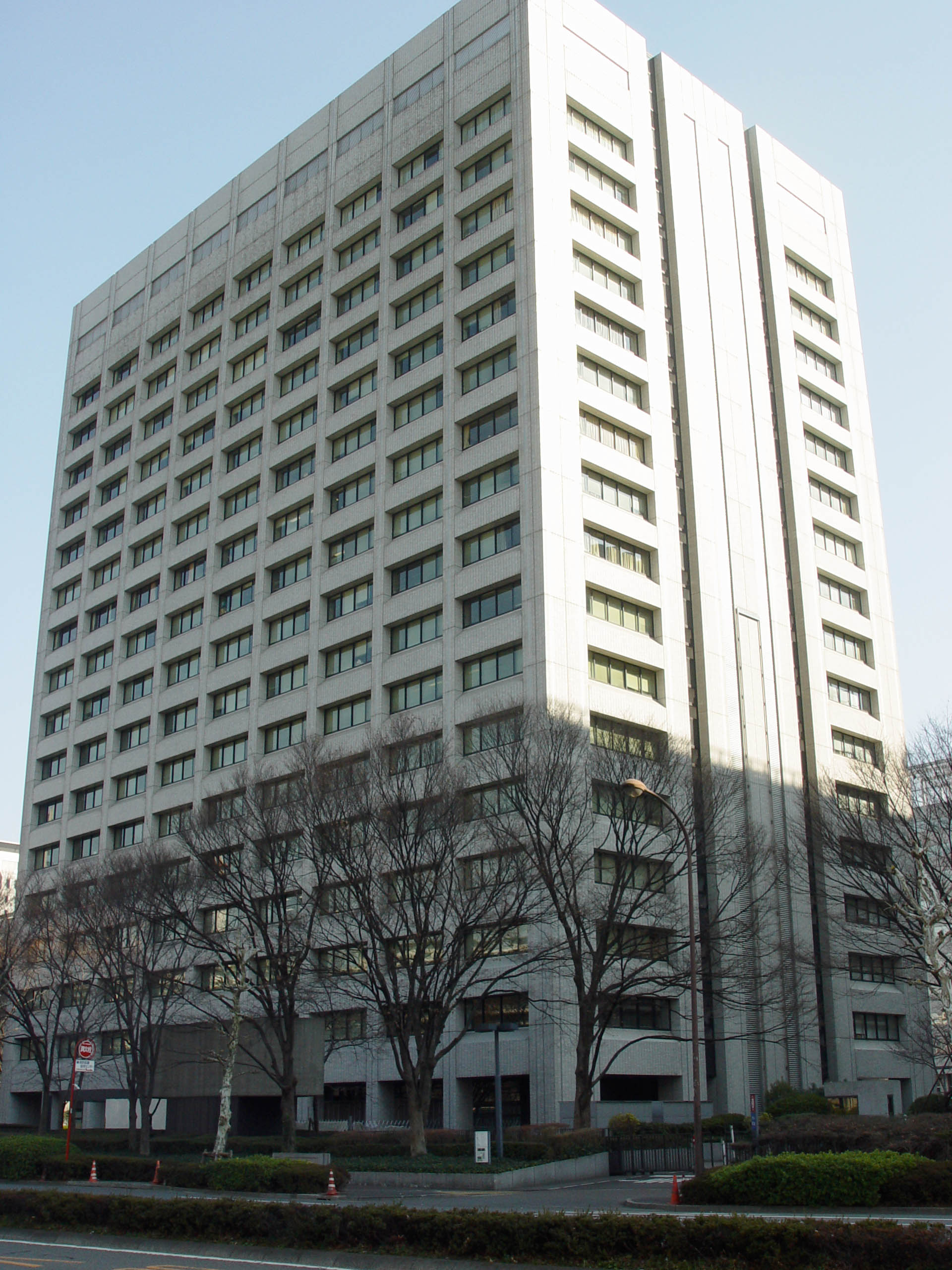
Au Japon, dans l'après-guerre, le Ministry of International Trade and Industry (MITI), ancêtre du Ministère de l'Économie, du Commerce et de l'Industrie (METI), a joué un rôle important dans le développement industriel du Japon.

Dans une économie dirigée ou dans une économie mixte, la politique industrielle peut passer par la planification économique.
Dans certains cas, la politique industrielle passe par le développement d'entreprises publiques.
La politique industrielle peut aussi passer par un soutien à l'innovation et la recherche pour le secteur privé.
De nos jours, les politiques industrielles visent la promotion de pôle de compétitivité locaux et à faciliter l'intégration dans une chaîne de valeur globale.

## Fondements des politiques industrielles
Il existe plusieurs fondements possibles pour les politiques industrielles. Certains mettent en avant la notion d'impératif stratégique. D'autres mettent en avant la correction des imperfections de marché.
Certains secteurs industriels comme l'industrie de la défense, les télécommunications, le secteur de l'énergie ou encore le secteur des transports sont souvent considérés comme des secteurs stratégiques.
De manière générale, on considère que l'industrie manufacturière a un effet d'entraînement sur le reste de l'économie.

## Typologie des politiques industrielles
Les politiques industrielles verticales sont des interventions directes du politique dans un secteur donné. À l'inverse, les politiques horizontales visent à créer les conditions économiques et réglementaires favorables au développement industriel.

## Histoire
Aux États-Unis, l'idée d'une utilisation d'une protection sélective de certains secteurs, et donc d'une politique industrielle, date du rapport Report on the Subject of Manufactures (1791) d'Alexander Hamilton.

## Les politiques industrielles suivant les pays et les continents

### États-Unis
Les relations entre le gouvernement et l'industrie n'ont jamais été simples aux États-Unis où des politiques industrielles ont pu être menées sans réellement dire leur nom. C'est sous la présidence de Jimmy Carter que l'appellation politique industrielle est pour la première fois employée en août 1980, mais les mesures prises furent annulées à la suite de l'élection de Ronald Reagan l'année suivante.
Durant l'administration Reagan est lancée une initiative appelée projet Socrate destinée à redresser la capacité des États-Unis à être compétitifs sur les marchés mondiaux. Parmi les points clés de ce projet on trouve l'idée d'utiliser des technologies avancées pour permettre une coopération entre les institutions publiques et privées de façon à développer des stratégies compétitives sans violer les lois existantes et sans compromettre l'esprit du marché libre. Le but était d'assurer dans le domaine des hautes technologies une coopération systématique mais volontaire entre les différents intervenants : clusters industriels, industrie financière, universités et agences gouvernementales de planification. Si le président Reagan a soutenu le projet, il n'en a pas été de même de son successeur George Bush et le projet a été arrêté,.

### France
En France, la politique industrielle a longtemps été, et continue dans une certaine mesure d'être, influencée par la doctrine colbertiste héritée du XVIIe siècle, qui fait de l’État un acteur essentiel de la politique industrielle nationale. Ainsi, dans l'après-guerre (notamment au cours des Trente Glorieuses), l'importance de l’État en tant que soutien de l'industrie ne cesse de croître (croissance conjuguée avec la politique des champions nationaux de De Gaulle), ce qui se reflète dans la part du secteur public dans l'industrie, s'élevant jusqu'à 20 % au début du premier septennat de François Mitterrand avec la politique « industrialiste » de relance menée par le Premier ministre Pierre Mauroy (qui cesse au moment du tournant de la rigueur en 1983).

### Nouveaux pays industrialisés d'Asie
La rapide croissance des nouveaux pays industrialisés d'Asie a été associée à des politiques industrielles actives destinées à promouvoir le secteur manufacturier et à faciliter les transferts de technologie et la montée en gamme. Les succès de ces industrialisations sont souvent attribués à l'État et à une forte bureaucratie comme dit le MITI au Japon est l'exemple le plus connu. Selon Atul Kohli de l'université de Princeton, le fait que les anciennes colonies du Japon comme la Corée du Sud se soient développées si rapidement est lié au fait que le Japon a exporté dans ces pays son modèle d'État centralisé.. Bien de ces politiques sont vues comme se faisant au détriment du libre-échange et sont limitées par les règlements issus d'accords internationaux : OMC, TRIM ou TRIPS.

## Critiques des politiques industrielles
La critique principale des politiques industrielles s'articule autour du concept de défaillances du gouvernement. Dans cette optique, l'intervention du gouvernement est vue comme défaillante car ce dernier ne dispose pas des informations, des capabilités et des incitations pour déterminer si les bénéfices de la promotion de certains secteurs excéderont les coûts. Tandis que les Tigres asiatiques ont des exemples à succès de politiques industrielles , au contraire celles basées sur des stratégies de substitution aux importations ont échoué en Amérique latine et en Afrique[réf. souhaitée]. Les gouvernements et les politiques qui les dirigent en effet prennent les décisions en tenant compte de leurs intérêts électoraux et personnels, ce qui conduit à leur "capture" par des groupes d'intérêt et dévie leurs projets initiaux vers une politique industrielle qui favorise la recherche de rente. Cela distord une allocation efficiente des ressources par le marché .

#### Ouvrages en français
- Élie Cohen et Jean-Hervé Lorenzi, Politiques industrielles pour l’Europe, C.A.E., 2000, Rapport du C.A.E., édité par la Documentation française.
- Élie Cohen, Souveraineté industrielle, Vers un nouveau modèle productif, Odile Jacob, 2022

Voir aussi la bibliographie en français sur la politique industrielle de la France

#### Ouvrages en anglais
- (en) Tilman Altenburg, Industrial Policy in Developing Countries : Overview and Lessons from Seven Country Cases, Bonn, German Development Institute, 2011, 97 p. (ISBN 978-3-88985-533-6, lire en ligne)
- (en) Alice H. Amsden, Asia's Next Giant : South Korea and Late Industrialization, Oxford, Oxford University Press, 1992, 379 p. (ISBN 978-0-19-507603-5, lire en ligne)
- (en) Richard D. Bingham, Industrial Policy American Style : From Hamilton to HDTV, Armonk, NY, M.E. Sharpe, 1998, 229 p. (ISBN 978-1-56324-596-1)
- (en) Matthew Carey, Cursory View of the Liberal and Restrictive Systems of Political Economy, Philadelphie,PA, J.R.A.Skerrett, 1826 (lire en ligne)
- (en) Ha-Joon Chang, Kicking Away the Ladder : Development Strategy in Historical Perspective : Policies and Institutions for Economic Development in Historical Perspective, Londres, Anthem Press, 2002, 187 p. (ISBN 978-1-84331-027-3, lire en ligne)
- (en) Mario Cimoli, Giovanni Dosi et Joseph E. Stiglitz, Industrial policy and development : the political economy of capabilities accumulation, Oxford, Oxford University Press, 2009, 575 p. (ISBN 978-0-19-923526-1)
- (en) Gary Gereffi et Donald L. Wyman, Manufacturing Miracles: Paths of Industrialization in Latin America and East Asia, Princeton, NJ, Princeton University Press, 1990, 416 p. (ISBN 978-0-691-02297-0)
- (en) Otis L. Graham, Losing Time : The Industrial Policy Debate, Cambridge (MA), Harvard University Press, 1994, 384 p. (ISBN 978-0-674-53935-8, lire en ligne)
- (en) Alexander Hamilton, « Report on the Subject of Manufactures », William Brown, Philadelphie, PA,‎ 1827 (lire en ligne, consulté le 25 août 2012)
- (en) Sebastian (ed.) Heilmann, China's Political System, Rowman & Littlefield, 2017, 542 p. (ISBN 978-1-4422-7736-6, lire en ligne)
- (en) John Humphrey et Hubert Schmitz, Governance and upgrading : Linking industrial cluster and global value chain research, Institute of Development Studies, 2000, 37 p. (ISBN 1-85864-334-1, lire en ligne)
- (en) Chalmers Johnson, MITI and the Japanese Miracle : The Growth of Industrial Policy, 1925–1975, Stanford, CA, Stanford University Press, 1982, 393 p. (ISBN 0-8047-1128-3)
- (en) Friedrich Kaufmann et Matthias Krause, « Industrial Policy in Mozambique », German Development Institute,‎ 2009 (lire en ligne, consulté le 25 août 2012)
- (en) Mushtaq H. Khan, Toward Pro-Poor Policies : Aid, Institutions, and Globalization, Oxford University Press and World Bank, 2003 (lire en ligne), « State Failure in Developing Countries and Strategies of Institutional Reform », p. 165–195
- (en) Atul Kohli, State-Directed Development : Political Power and Industrialization in the Global Periphery, Cambridge, Cambridge University Press, 2004, 466 p. (ISBN 978-0-521-54525-9, lire en ligne)
- (en) Paul Krugman, « The narrow moving band, the Dutch disease, and the competitive consequences of Mrs. Thatcher », Journal of Development Economics, vol. 27, nos 1–2,‎ 1987, p. 41–55 (DOI 10.1016/0304-3878(87)90005-8, lire en ligne)
- Jean-Jacques Laffont, « Industrial Policy and Politics », International Journal of Industrial Organization, 1995.
- (en) Justin Lin et Ha-Joon Chang, « Should Industrial Policy in Developing Countries Conform to Comparative Advantage or Defy it? A Debate Between Justin Lin and Ha-Joon Chang », Development Policy Review, vol. 27, no 5,‎ 2009, p. 483–502 (DOI 10.1111/j.1467-7679.2009.00456.x, lire en ligne, consulté le 25 août 2012)
- (en) Friedrich List, The National System of Political Economy, Londres, Longmans, Green, and Co, 1909 (1re éd. 1841) (lire en ligne)
- (en) Richard B. McKenzie, « Industrial Policy », dans David R. Henderson(ed.), Concise Encyclopedia of Economics, Library of Economics and Liberty, 2002, 1re éd. (lire en ligne) (OCLC 317650570 et 50016270)
- (en) Masahiro Okuno-Fujiwara, « Industrial Policy in Japan: A Political Economy View », dans Paul Krugman, Trade with Japan: Has the Door Opened Wider?, Chicago, IL, University of Chicago Press, 1991, 271–304 p. (ISBN 0-226-45458-4, lire en ligne)
- (en) Howard Pack et Kamal Saggi, The case for industrial policy : a critical survey, Banque mondiale, 2006 (lire en ligne)
- (en) Carl E. Prince et Seth Taylor, « Daniel Webster, the Boston Associates, and the U.S. Government's Role in the Industrializing Process, 1815–1830 », Journal of the Early Republic, vol. 2, no 3,‎ 1982, p. 283–299 (DOI 10.2307/3122975, JSTOR 3122975)
- (en) Dani Rodrik, Industrial Policy for the Twenty-First Century, UNIDO, 2004 (lire en ligne)
- (en) Dani Rodrik, « Industrial Policy: Don't Ask Why, Ask How », Middle East Development Journal, vol. 1, no 1,‎ 2009, p. 1–29 (DOI 10.1142/S1793812009000024)
- (en) Adam Smith, An Inquiry into the Nature and Causes of the Wealth of Nations, Londres, Methuen & Co, 1904 (1re éd. 1776) (lire en ligne)
- (en) UNCTAD et UNIDO, « Economic Development in Africa Report 2011: Fostering Industrial Development in Africa in the New Global Environment », United Nations,‎ 2011 (lire en ligne, consulté le 27 août 2012)
- (en) Robert Wade, Governing the Market: Economic Theory and the Role of Government in East Asian Industrialization, Princeton, NJ, Princeton University Press, 2003, 438 p. (ISBN 978-0-691-11729-4, lire en ligne)